# ES Viry-Châtillon

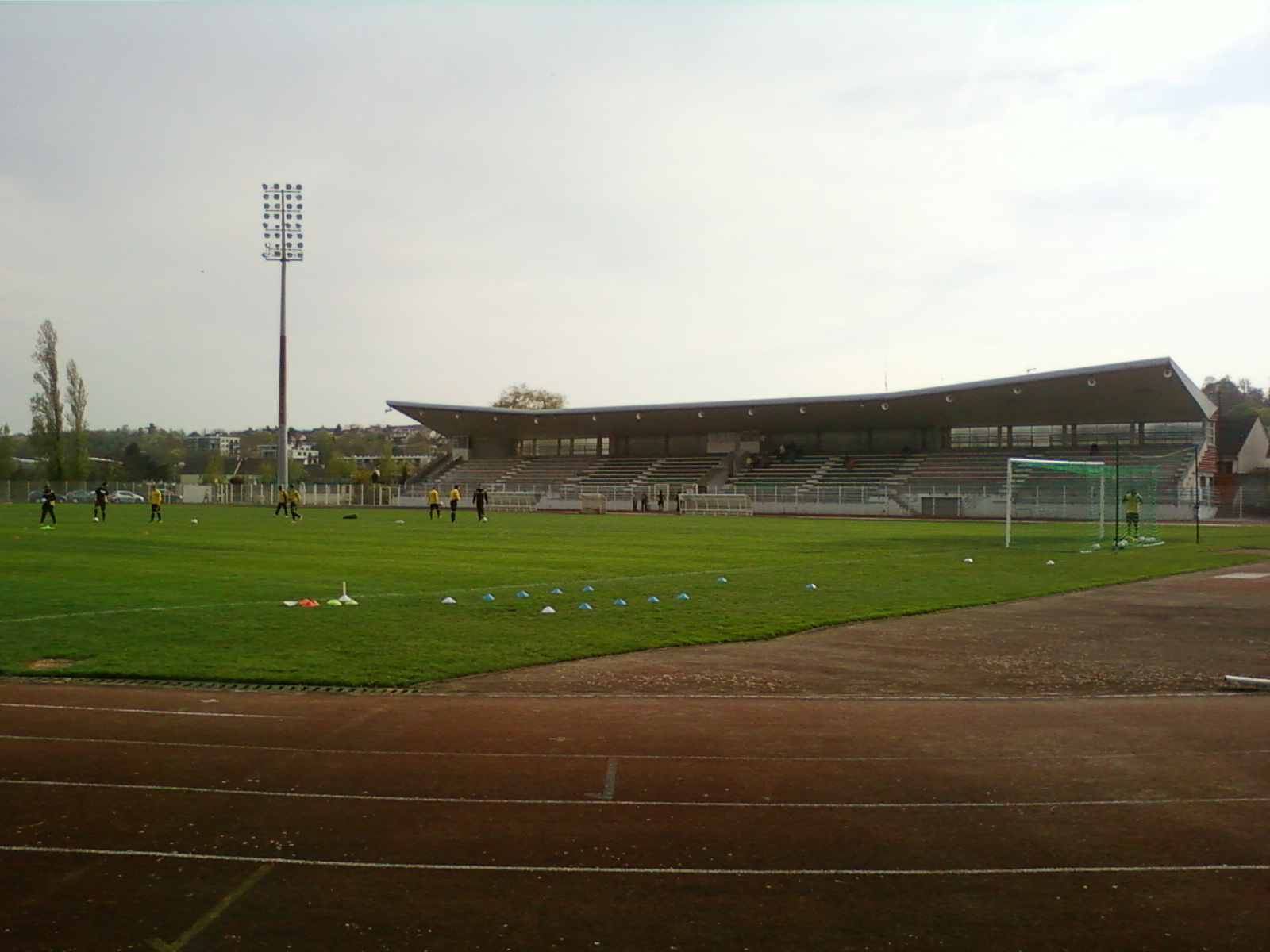
Stade Henri Longuet

ES Viry-Châtillon – francuski klub piłkarski z siedzibą w Viry-Châtillon założony w 1932 roku. Swoje mecze rozgrywa na Stade Henri Longuet o pojemności 5700 widzów. W zespole tym grał w młodości Thierry Henry.